# Wyszejszaja liha (2006)
W sezonie 2006 rozegrano 16. edycję najwyższej klasy rozgrywkowej piłki nożnej na Białorusi – Wyszejszej lihi. Tytułu mistrzowskiego bronił Szachcior Soligorsk. Rozgrywki rozpoczęły się 18 kwietnia, a zakończyły po 26 kolejkach – 4 listopada 2006.

## Zasady rozgrywek
W rozgrywkach brało udział 14 drużyn, walczących o tytuł mistrza Białorusi w piłce nożnej.
Każda z drużyn rozegrała po 2 mecze z wszystkimi przeciwnikami (razem 26 spotkań). Dwa ostatnie zespoły w tabeli (13 – Lakamatyu Mińsk, 14 – Biełszyna Bobrujsk) spadły do Pierszej lihi. Mistrz kraju (BATE Borysów) otrzymał prawo gry w I rundzie kwalifikacyjnej Ligi Mistrzów UEFA, wicemistrz (Dynama Mińsk) i zdobywca Pucharu Białorusi 2006/2007 (Dynama Brześć) mogli wystąpić w I rundzie kwalifikacyjnej Pucharu UEFA, a trzecia drużyna w tabeli (Szachcior Soligorsk) w I rundzie Pucharu Intertoto.

## Drużyny
| Uczestnicy poprzedniej edycji                                                                                 | Uczestnicy poprzedniej edycji | Uczestnicy poprzedniej edycji | Uczestnicy poprzedniej edycji |
| --- | ----------------------------- | ----------------------------- | ----------------------------- |
| SZS | Szachcior Soligorsk           | 1                             |                               |
| DMI | Dynama Mińsk                  | 2                             |                               |
| MTZ | MTZ-RIPA Mińsk                | 3                             |                               |
| TŻO | Tarpieda Żodzino              | 4                             |                               |
| BAT | BATE Borysów                  | 5                             |                               |
| DMH | Dniapro Mohylew               | 6                             |                               |
| HOM | FK Homel                      | 7                             |                               |
| DBR | Dynama Brześć                 | 8                             |                               |
| NAN | Naftan Nowopołock             | 9                             |                               |
| DAR | FK Daryda                     | 10                            |                               |
| LAM | Lakamatyu Mińsk               | 11                            |                               |
| GRO | Nioman Grodno                 | 12                            |                               |
| Awans z Pierszej lihi 2005                                                                                    |                               |                               |                               |
| BBO | Biełszyna Bobrujsk            | 1                             |                               |
| WTB | Lakamatyu Witebsk             | 2                             |                               |
| Oznaczenia: - kolumna pierwsza – skróty nazw drużyn, - kolumna trzecia – miejsce zajęte w poprzednim sezonie. |                               |                               |                               |

## Tabela końcowa
| Lp. | Drużyna                | M  | Z  | R  | P  | Bramki | Bramki | Różn. | Pkt | Uwagi                                       | Bezpośrednio                                  |
| --- | ---------------------- | -- | -- | -- | -- | ------ | ------ | ----- | --- | ------------------------------------------- | --------------------------------------------- |
| 1   | BATE Borysów (M)       | 26 | 16 | 6  | 4  | 47     | 27     | +20   | 54  | Liga Mistrzów UEFA • I runda kwalifikacyjna |                                               |
| 2   | Dynama Mińsk           | 26 | 15 | 7  | 4  | 44     | 22     | +22   | 52  | Puchar UEFA • I runda kwalifikacyjna        |                                               |
| 3   | Szachcior Soligorsk    | 26 | 16 | 3  | 7  | 50     | 31     | +19   | 51  | Puchar Intertoto • I runda                  | Szachcior 2-0 MTZ-RIPA MTZ-RIPA 3-1 Szachcior |
| 4   | MTZ-RIPA Mińsk         | 26 | 16 | 3  | 7  | 54     | 24     | +30   | 51  |                                             | Szachcior 2-0 MTZ-RIPA MTZ-RIPA 3-1 Szachcior |
| 5   | FK Homel               | 26 | 12 | 6  | 8  | 33     | 32     | +1    | 42  |                                             |                                               |
| 6   | Lakamatyu Witebsk      | 26 | 9  | 11 | 6  | 21     | 18     | +3    | 38  |                                             |                                               |
| 7   | Naftan Nowopołock      | 26 | 11 | 4  | 11 | 45     | 42     | +3    | 37  |                                             |                                               |
| 8   | FK Daryda              | 26 | 10 | 7  | 9  | 23     | 21     | +2    | 37  |                                             |                                               |
| 9   | Dynama Brześć          | 26 | 8  | 7  | 11 | 17     | 31     | −14   | 31  | Puchar UEFA • I runda kwalifikacyjna1       |                                               |
| 10  | Nioman Grodno          | 26 | 8  | 6  | 12 | 24     | 30     | −6    | 30  |                                             |                                               |
| 11  | Tarpieda Żodzino       | 26 | 7  | 9  | 10 | 21     | 27     | −6    | 30  |                                             |                                               |
| 12  | Dniapro Mohylew        | 26 | 6  | 5  | 15 | 29     | 47     | −18   | 23  |                                             |                                               |
| 13  | Lakamatyu Mińsk (S)    | 26 | 5  | 4  | 17 | 26     | 52     | −26   | 19  | Spadek do Pierszej lihi                     |                                               |
| 14  | Biełszyna Bobrujsk (S) | 26 | 1  | 6  | 19 | 16     | 46     | −30   | 9   | Spadek do Pierszej lihi                     |                                               |

## Najlepsi strzelcy
17 goli
- Aliaksandr Klimenka (Szachcior Soligorsk)

14 goli
- Raman Wasiluk (FK Homel)

13 goli
- Wiaczasłau Hleb (MTZ-RIPA Mińsk)

12 goli
- Arciom Kancawy (MTZ-RIPA Mińsk)

11 goli
- Hienadź Bliźniuk (BATE Borysów)

10 goli
- Edu (Dynama Mińsk)

9 goli
- Siarhiej Kislak (Dynama Mińsk)
- Aleh Strachanowicz (MTZ-RIPA Mińsk)
- Waleryj Strypejkis (FK Homel)